# وجه الزمان (مسلسل)
وجه الزمان مسلسل من إنتاج التلفزيون الأردني عام 1988، عن قصة للكاتب طاهر العدوان وكتب السيناريو والحوار محمود الزيود واخراج سعود الفياض وشارك في بطولته معظم نجوم الشاشة الأردنية منهم زهير النوباني، وشايش النعيمي، وحابس العبادي، وعبد الكريم القواسمي وجولييت عواد ومحمد ختوم، وغيرهم.

## قصة المسلسل
تناول المسلسل انتقال الناس من حياة البداوة إلى الفلاحة وكيف تغيرت من الناحية الاجتماعية والاقتصادية والثقافية، في إطار القضية الفلسطينية الاحتلال ومقاومته بين عامي 1941 و 1948 وهجرة الفلسطينين إلى الأردن وكذلك عن دور الجيش الأردني في حرب 1948.